# Município de Truro (condado de Franklin, Ohio)
O município de Truro (em inglês: Truro Township) é um município localizado no condado de Franklin no estado estadounidense de Ohio. No ano de 2010 tinha uma população de 26.837 habitantes e uma densidade populacional de 1.405,37 pessoas por km².

## Geografia
O município de Truro encontra-se localizado nas coordenadas 39° 57′ 28″ N, 82° 48′ 24″ O. Segundo a Departamento do Censo dos Estados Unidos, o município tem uma superfície total de 19.1 km², da qual 18.92 km² correspondem a terra firme e (0.9%) 0.17 km² é água.

## Demografia
Segundo o censo de 2010, tinha 26.837 habitantes residindo no município de Truro. A densidade populacional era de 1.405,37 hab./km². Dos 26.837 habitantes, o município de Truro estava composto pelo 69.03% brancos, o 23.92% eram afroamericanos, o 0.22% eram amerindios, o 1.54% eram asiáticos, o 0.07% eram insulares do Pacífico, o 1.44% eram de outras raças e o 3.78% pertenciam a duas ou mais raças. Do total da população o 3.8% eram hispanos ou latinos de qualquer raça.